# پل روبرت ایگناشیوس
پل روبرت ایگناشیوس (انگلیسی: Paul Robert Ignatius; ارمنی: Փոլ Ռոբերտ Իգնաշիուս زادهٔ ۱۱ نوامبر ۱۹۲۰) یک سیاست‌مدار ارمنی‌تبار اهل ایالات متحده آمریکا است. وی بین سال‌های ۱۹۶۷ تا ۱۹۶۹ میلادی وزیر نیروی دریایی ایالات متحده آمریکا بود.

## زندگی‌نامه
وی در سال ۱۹۲۰ در گلندیل (کالیفرنیا) به دنیا آمد.